# Oboi
Oboi, född ca 1610, död 1669, var en manchuisk militär och hovman som tjänade den tidigare Qingdynastin. Han var särskilt betydelsefull som prinsregent för  Kangxi-kejsaren mellan 1660 och 1667.
Innan Shunzhi-kejsaren avled i smittkoppor utsåg han ett fyramansråd bestående av Oboi, Sonin, Ebilun och Suksaha som skulle regera riket medan hans son Kangxi-kejsaren fortfarande var omyndig. Oboi lyckades snart utmanövrera de andra medlemmarna i rådet och blev till slut ensam härskare över Kina.
1667 avsattes Oboi som prinsregent av den fjortonårige Kangxi-kejsaren och hans farmor Xiaozhuang. Oboi dömdes till döden, men benådades på grund av sina förtjänster som prinsregent.